# Liste bedeutender Schüler und Lehrer des Christian-Weise-Gymnasiums
Liste bedeutender Schüler und Lehrer des Christian-Weise-Gymnasiums Zittau:

## A
- Karl Benjamin Acoluth (1726–1800), Jurist und Schriftsteller
- Gottlob Adolph (1685–1745), evangelischer Kirchenlieddichter
- Paul Anton (1661–1730), evangelischer Theologe
- Paul Arras (1857–1942), Lehrer, Archivar und Heimatforscher

## B
- Christian Gottlieb Bergmann (1734–1822), Jurist und Bürgermeister von Zittau
- Gustav Adolph Berthold (1819–1894), Schriftsteller und Maler
- Ernst Rudolf Bierling (1841–1919), Jurist und Mitglied des Preußischen Herrenhauses
- Falko Bindrich (* 1990), Schachgroßmeister
- Samuel Friedrich Bucher (1692–1765), Altertumsforscher, Philologe und Pädagoge

## C
- Robert Calinich (1834–1883), evangelisch-lutherischer Geistlicher, Autor und Hamburger Hauptpastor
- Dietrich Carl von Carlowitz (1839–1890), Rittergutsbesitzer und Mitglied des Deutschen Reichstags

## E
- Ludwig Ettmüller (1802–1877), Germanist, Schüler von 1816 bis 1823

## F
- Oskar Friedrich (1832–1915), Mathematiker, Naturwissenschaftler und Autor
- Hermann Frohberger (1836–1874), klassischer Philologe
- Julius Frühauf (1829–1898), Professor der Nationalökonomie und Politiker

## G
- Kurt Gebauer (1909–1942), klassischer Archäologe
- Benjamin Gottlieb Gerlach (1698–1756), Pädagoge und Autor
- Christian Gottlieb Gilling (1735–1789), Theologe
- Gustav Hermann Göhl (1859–1931), Lehrer, Philologe und Esperantist
- Max Gottschald (1882–1952), Philologe und Namenforscher
- Johann Friedrich Gregorius (1697–1761), evangelischer Theologe und Kirchenlieddichter
- Martin Grünwald (1664–1716), Geistlicher, Theologe, Lehrer und Kirchenlieddichter

## H
- Alwin Hartmann (1840–1921), Jurist und Mitglied des Deutschen Reichstags
- Johann Gottlieb Hauptmann (1703–1768), Sprachforscher und evangelischer Theologe
- Woldemar Salomo Hausdorf (1731–1779), evangelischer Theologe
- Curt Heinke (1890–1934), Gymnasiallehrer und Heimatgeologe
- Robert Helbig (1877–1956), Gymnasiallehrer und Politiker (NSDAP)
- Johann Friedrich Hertel (1667–1743), Rechtswissenschaftler
- Friedrich Gottlob Herzog (1689–1751), evangelischer Theologe
- Johann Hübner (1668–1731), Schulschriftsteller und Lehrer

## J
- Karl Gottlob Just (1734–1792), Jurist und Bürgermeister von Zittau

## K
- Heinrich Julius Kämmel (1813–1881), Gymnasiallehrer
- Karl von Kaskel (1866–1943), Komponist
- Christian Keimann (1607–1662), Pädagoge, Dichter und evangelischer Kirchenlieddichter
- Balthasar Kindermann (1636–1706), Dichter
- Werner Klinnert (1938–2006), Chemiker, Politiker und ehemaliges Mitglied des Sächsischen Landtages
- Ernst Heinrich Kneschke (1798–1869), Heraldiker, Augenarzt und Schriftsteller
- Hermann Knothe (1821–1903), Landeshistoriker der Oberlausitz
- Alwin Reinhold Korselt (1864–1947), Mathematiker
- Johann Wilhelm Krause (1757–1828), Architekt und Agrarwissenschaftler

## L
- Ferdinand Heinrich Lachmann (1770–1848), Lehrer und Konrektor
- Kurt Albin Lade (1843–1922), Politiker
- Johann Christian Lange (1669–1756), Geistlicher, Theologe, Kirchenlieddichter und Hochschullehrer
- Friedrich Lindemann (1792–1854), Pädagoge und Altphilologe
- Gustav Hermann Julius Lipsius (1802–1841), Theologe und Pfarrer
- Karl Heinrich Adelbert Lipsius (1805–1861), Theologe und Pädagoge
- Hermann Lotze (1817–1881), Philosoph

## M
- Heinrich Marschner (1795–1861), Komponist
- Hans-Joachim Mascheck (1924–2022), Physiker, Ingenieur und Hochschullehrer
- Johann Friedrich May (1697–1762), Ethnologe und Politikwissenschaftler
- Stephan Meyer (* 1981), Politiker (CDU), Landtagsabgeordneter in Sachsen
- Johann Benjamin Michaelis (1746–1772), Dichter
- Melchior Gottlieb Minor (1693–1748), evangelischer Theologe
- Arnošt Muka (1854–1932), sorbischer Schriftsteller, Volkskundler und Gründer des Sorbischen Museum
- Friedrich Theodosius Müller (1716–1766), lutherischer Theologe und Geistlicher

## N
- Hans Naumann (1886–1951), Literaturhistoriker
- Bernhard Neumann (1867–1953), Chemiker
- Johann Georg Neumann (1661–1709), lutherischer Theologe und Kirchenhistoriker

## O
- Friedrich Wilhelm Otto (1805–1866), klassischer Philologe

## P
- Christian Pescheck (1676–1744), Mathematiklehrer, Astronom und Schriftsteller
- Christian Adolf Pescheck (1787–1859), Theologe, Historiker und Schriftsteller
- Johann Sigismund von Pezold (1704–1783) kurfürstlich-sächsischer und königlich-polnischer Diplomat in Sankt Petersburg und Wien
- Julius Pfeiffer (1824–1910), deutscher Jurist und Politiker
- Christian Gottlieb Prieber (1697–1744/45), Rechtsanwalt, Sozialutopist, Abenteurer
- Christian Ehrenfried Püschel (1789–1874), Jurist, Kommunalpolitiker und Mitglied der Zweiten Kammer der Sächsischen Ständevertretung

## R
- Christian Reichardt (* 1934), Univ.-Professor für Organische Chemie an der Philipps-Universität Marburg (Lahn)
- Bartholomäus Reusner (1565–1629), deutscher Rechtswissenschaftler
- Otto Richter (1865–1936), Kirchenmusiker und Dresdner Kreuzkantor
- Leopold Immanuel Rückert (1797–1871), Theologe und Philosoph

## S
- Johann Christoph Schmidt (1664–1728), Komponist
- Expeditus Schmidt (1868–1939), Franziskaner, Theater- und Literaturhistoriker (1886 aus Unterprima entlassen)
- Karl Schnelle (1831–1890), deutscher Altphilologe und Gymnasiallehrer
- Carl August Schramm (1807–1869), Baumeister
- Ernst Christian Schröder (1675–1758), Mathematiker
- Mark Schwaner (1639–1713), erster deutscher Quäker
- Johann Christoph Schwedler (1672–1730), lutherischer Theologe und Kirchenlieddichter
- Johann David Schwertner (1658–1711), Student von 1676 bis 1683 Geistlicher und Theologe
- Konrad Seeliger (1852–1929), deutscher Altphilologe und Gymnasiallehrer
- Gottlob Friedrich Seligmann (1654–1707), lutherischer Theologe
- Horst Stephan (1873–1954), protestantischer Theologe und Publizist

## T
- Melchior Teschner (1584–1635), Kirchenmusiker

## V
- Gottfried Vopelius (1645–1715), Kantor der Nikolaischule in Leipzig

## W
- Johann Georg Walther (1708–1761), Pädagoge, Rhetoriker und Ethnologe
- Johann Georg Weber (1687–1753), lutherischer Theologe
- Christian Weise (1642–1708), Pädagoge und Dichter
- Ernst Willkomm (1810–1886), Schriftsteller und Feuilletonredakteur
- Dieter-Gerhardt Worm (* 1930), Dirigent

## Z
- Thomas Zenker (* 1975), Kommunalpolitiker, Oberbürgermeister der Großen Kreisstadt Zittau
- Hans Severus Ziegler (1893–1978), Publizist, Intendant, Lehrer und NS-Funktionär
- Johannes Zwicker (1881–1969), Lehrer und Historiker